# Sychrov (Hostouň)
Sychrov (německy Sichrowa) je malá vesnice, část města Hostouň v okrese Domažlice v Plzeňském kraji. Nachází se sedm kilometrů severně od Hostouně. Sychrov leží v katastrálním území Přes o výměře 2,68 km².

## Historie
První písemná zmínka o vesnici pochází z roku 1839.

## Obyvatelstvo
| Rok            | 1869 | 1880 | 1890 | 1900 | 1910 | 1921 | 1930 | 1950 | 1961 | 1970 | 1980 | 1991 | 2001 | 2011 | 2021 |
| -------------- | ---- | ---- | ---- | ---- | ---- | ---- | ---- | ---- | ---- | ---- | ---- | ---- | ---- | ---- | ---- |
| Počet obyvatel | 141  | 137  | 142  | 144  | 127  | 122  | 96   | 64   | 55   | 28   | 16   | 18   | 11   | 15   | 12   |
| Počet domů     | 24   | 25   | 25   | 25   | 25   | 25   | 22   | 22   | 22   | 10   | 7    | 11   | 11   | 13   | 14   |

## Obecní správa
Při sčítání lidu v letech 1850–1879 Sychrov byl osadou obce Mělnice v okrese Horšův Týn. V letech 1880–1960 byl osadou obce Přes v okrese Horšovský Týn (v letech 1880–1910 Horšův Týn). V letech 1961–1979 byl částí obce Holubeč v okrese Domažlice. Od 1. července 1979 je částí města Hostouň v okrese Domažlice.

## Další fotografie

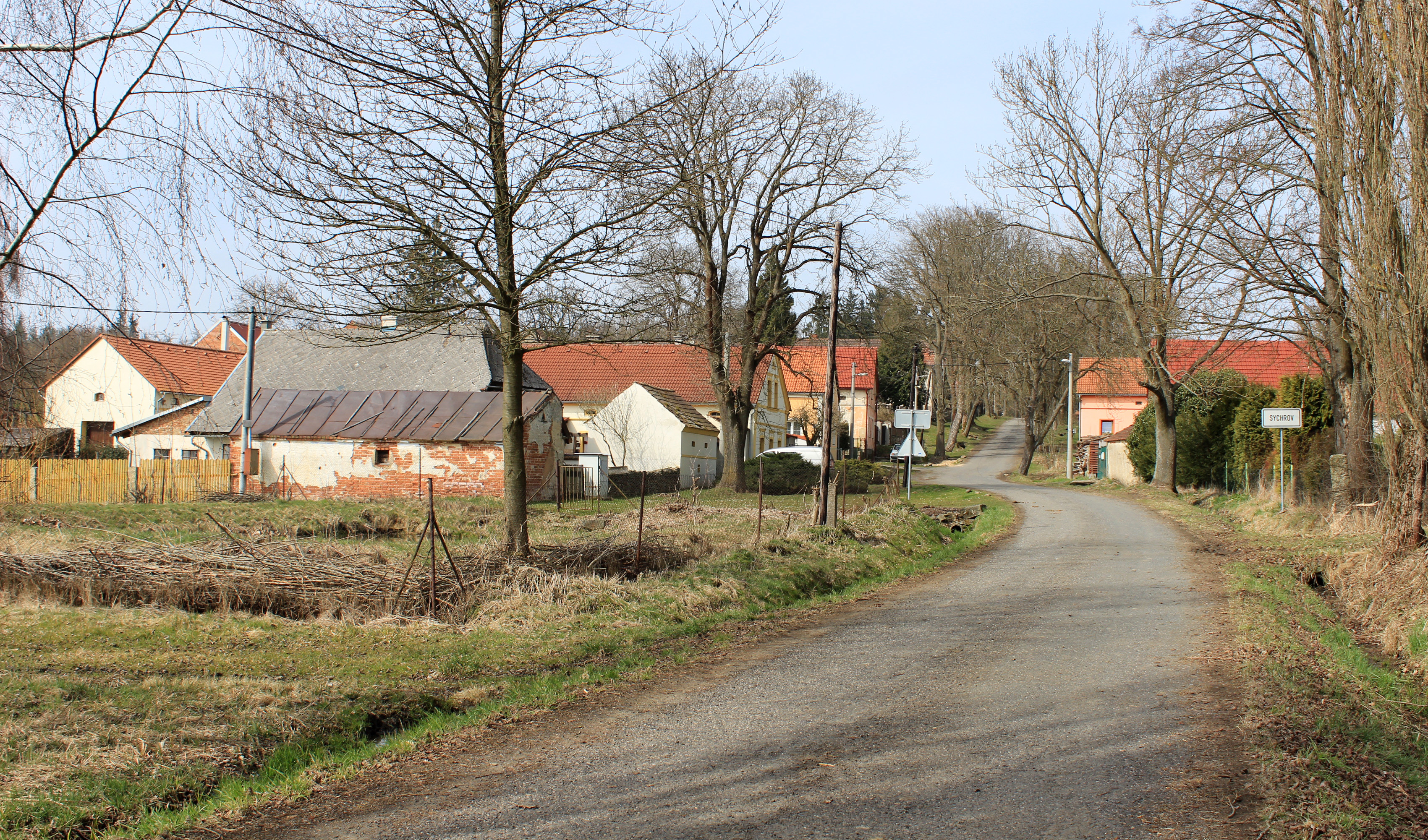
Pohled od jihu
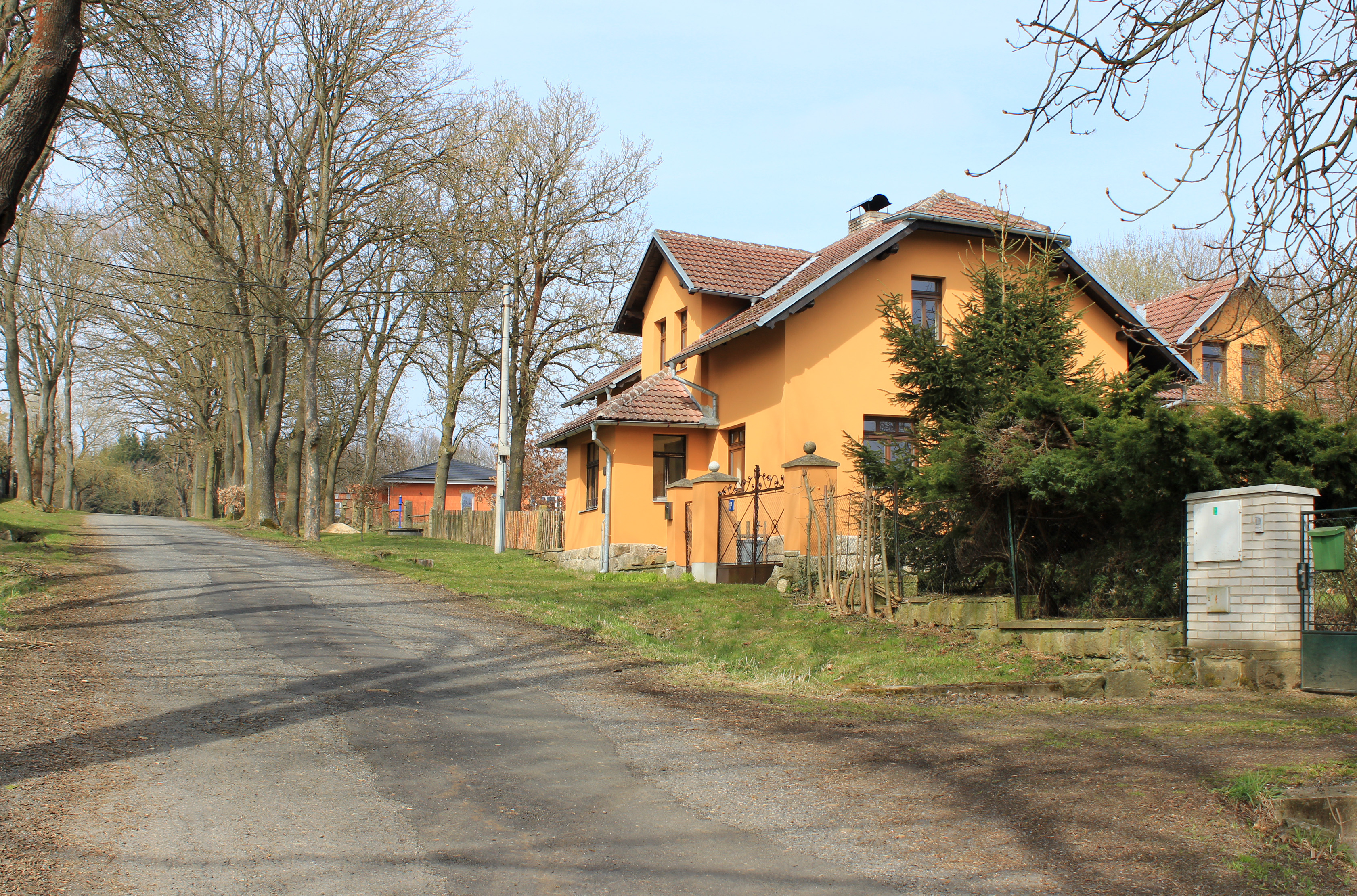
Dům čp. 17
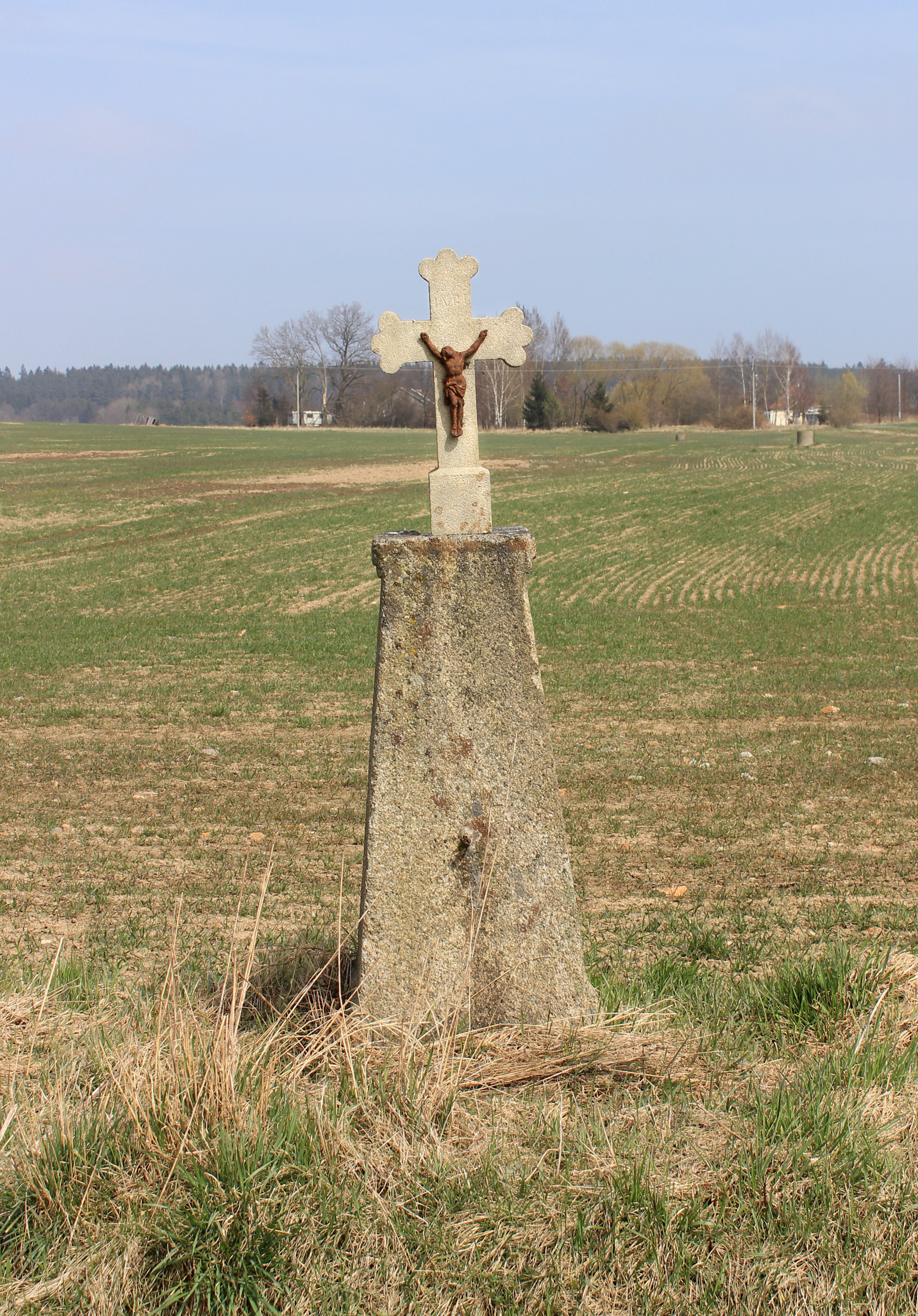
Křížek u cesty ke vsi